# Gazoldo degli Ippoliti
Gazoldo degli Ippoliti é uma comuna italiana da região da Lombardia, província de Mântua, com cerca de 2.447 habitantes. Estende-se por uma área de 12 km², tendo uma densidade populacional de 204 hab/km². Faz fronteira com Castellucchio, Ceresara, Marcaria, Piubega, Redondesco, Rodigo.

## Demografia
| Variação demográfica do município entre 1861 e 2011                               |
|                                                                                   |
| Fonte: Istituto Nazionale di Statistica (ISTAT) - Elaboração gráfica da Wikipedia |